# Этническая религия

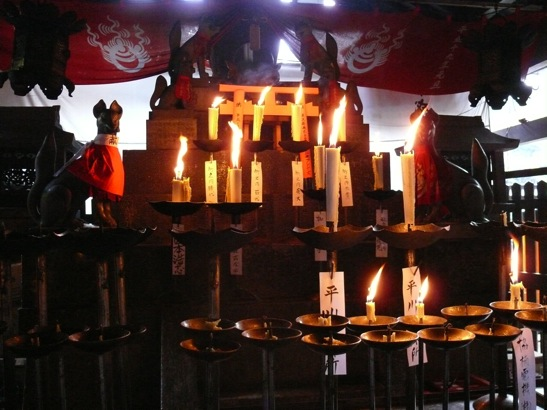
Алтарь синтоистской богини Инари Оками в её святилище в Фусими (Киото). Синтоизм — японская этническая религия

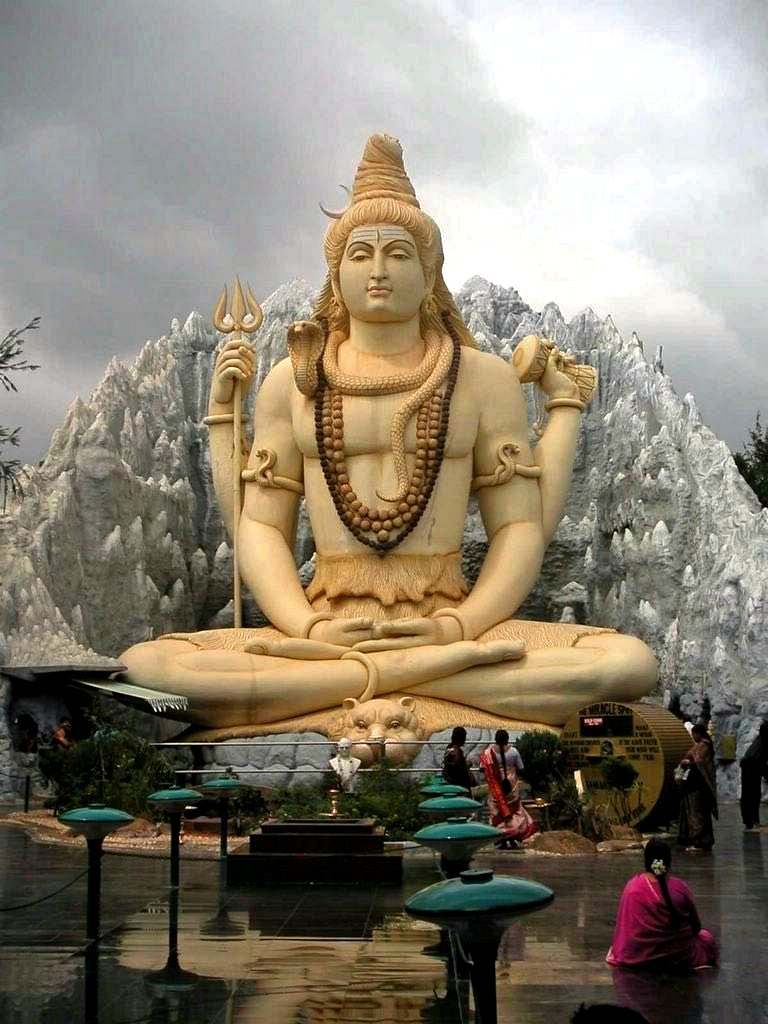
Индуизм. Статуя, изображающая Шиву в медитации. Бангалор, Карнатака

Этническая религия (народная), наряду с местной (коренной) религией, термин, используемый в религиозных исследованиях для описания различных проявлений религии, которые связаны с той или иной этнической группой. Этнические религии часто отличаются от религий, которые утверждают, что не могут быть ограничены этническими или национальными рамками, таких, как христианство, ислам и буддизм.

## Терминология
Ряд альтернативных терминов использовались вместо «этнической» или «коренной» религии.
Термин «первичная религия» (англ. primal religion) был придуман историком-миссиологом Эндрю Финлеем Уолсом из Абердинского университета в 1970-е годы, чтобы обеспечить акцент на незападных формам религии, практикуемых коренным населением Африки, Азии и Океании. Такие термины, как «первобытная религия» (англ. primal religion), «примитивная религия» (англ. primitive religion) и «племенная религия» (англ. tribal religion) были оспорены учеником Уолса Джимом Коксом (англ. Jim Cox), который утверждает, что такие термины предполагают неразвитую религию, которую можно рассматривать как нечто готовое к обращению в христианство. Кокс предпочитает использовать термин «коренная религия» (англ. indigenous religion).
Другой термин, который часто используется «народная религия» (англ. folk religion). В то время как термины «этническая религия» и «народная религия» частично дублируют друг друга, последний термин также означает «присвоение религиозных верований и практик на народном уровне». Термин «народная религия», поэтому может быть использован, чтобы говорить о китайских и африканских коренных религиях, но может также относиться к народным формам многонациональных и институционализированных религий, таких как народное христианство или народный ислам.

## Применение
Этнические религии тесно связаны с той или иной этнической группой, и часто влияют на формирование этнической идентичности. Некоторые этнические религии могут быть довольно распространёнными, например, индуизм среди индийцев, иудаизм среди евреев, шэнь цзяо среди ханьцев, ислам среди арабов и синтоизм среди японцев. Диаспоры часто поддерживают этнические религии как средство сохранения этнической идентичности, например, индуизм среди диаспор индийцев в странах Карибского бассейна или африканские традиционные религии среди афроамериканцев.
Некоторые древние этнические религии, такие как те, которые существовали в Европе до её христианизации, нашли новые жизненные силы в неоязычестве. Кроме того, неэтнические религии, такие как христианство и ислам, как известно, тоже могут служить в качестве важного маркера этнической идентичности.